# Ectias turqueti
Ectias turqueti là một loài chân đều trong họ Janiridae. Loài này được Richardson miêu tả khoa học năm 1906.